# Нан (мифология)
Нан — возможно, персонаж этрусской мифологии.
В своей поэме «Александра» Ликофрон называет Одиссея «карликом» (др.-греч. νάνος), который в своих скитаниях обыскал каждый тайник на море и земле, а в Италии вместе с лидийскими царевичами Тархоном и Тирсеном встретился с Энеем. Согласно комментарию Цеца, либо тиррены (этруски) называют Одиссея карликом, либо Нан — собственное имя Одиссея у этрусков.
В другом месте поэмы Ликофрон упоминает смерть Одиссея на горе Перга в Тиррении и погребение его в Гортине (Кортоне). Кортону называл местом его смерти уже Феопомп, о переселении Одиссея в Италию говорит также Плутарх, а Птолемей Гефестион украшал его пребывание в Этрурии подробностями.
Эти места у Ликофрона и связь Одиссея с этрусками пытались объяснить через гипотезу о том, что в Кортоне почитался местный герой-скиталец, который был отождествлён с греческим Одиссеем (сравнивали также с именем переселенца в Италию Наваса или Наноса, упомянутого Геллаником в связи с Кротоной).